# ルサールカ

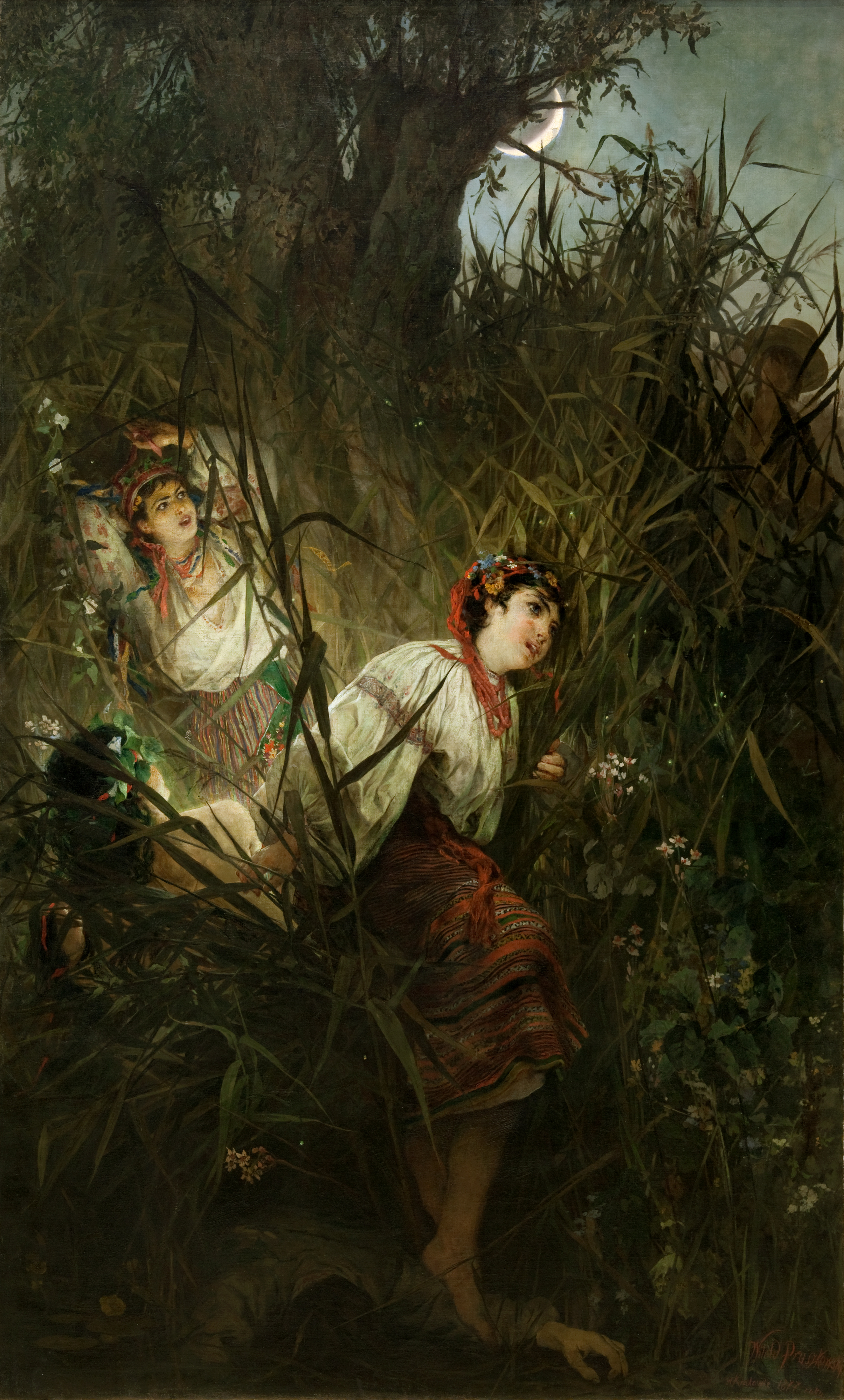
ポーランドの画家 Witold Pruszkowski が描いたルサールカ（1877年）。

ルサールカ (波: Rusałka、ルサウカ、捷: Rusalka、露: Русалка、英: Rusalka、ルサルカ) は、スラヴ神話に登場する水の精霊。精霊というよりは幽霊のようなもので、水の事故で死んだ女性、洗礼を受ける前に死んだ赤ん坊などがルサールカになるという。ルサルカ とも表記される。
ルサールカの名前は、古代スラヴ人のルサーリイという祭りに由来する。ルサールカは豊穣神としての一面を持ち、民間信仰の対象であった。18世紀や19世紀のロシア帝国時代にも、ロシアやウクライナを中心に、ルサールカに対する農耕儀礼が行われていた。ウクライナやベラルーシを含むロシア帝国を中心に記述する。

## 概要

### キリスト教以前のスラヴの信仰
10世紀に、キエフ・ルーシはキリスト教東方正教会を国教とした。それ以前より信仰されてきたペガン（pagan、キリスト教に対する異教）は、呪術的すなわちまじないや儀式を行って、信仰対象の神や精霊に望みを叶えさせようという強い欲望に満ちていた。東スラブ人は農耕民であったため、望みはまず、農耕の成功を祈るものであった。信仰対象は、自然や自然現象を神格化したものがほとんどで、とりわけ地母神である『母なる湿（しめ）れる大地』を深く信仰した。他には祖先信仰もあった。6世紀のビザンツの歴史家プロコピオスは『ゴート戦記』（第3巻14、23）に、ドナウ川流域のスラヴ人が、創造主である雷神ペルーンをはじめ、川や水の精霊に牛や貴重品を捧げ、供犠を行うさまを描いている。キリスト教に改宗しても、スラヴの伝説、民話、諺（ことわざ）、魔除け、儀礼のなかには、古い神の名が残っていた。

### 農村のそばの水の精霊
古代スラヴ人は、神や守護霊は聖なる森や泉、河川、石、樹木などに住むと考えた。彼らの信仰にしばしば現れるのは、森や水の精霊である。古来より東スラヴでは森や水・川・沼は、不安や憂鬱を引き起こすとされ恐れられた。
古代スラヴ人は森や水には「ルサールカ」と呼ばれる若い娘の精霊が住むと信じていた。ルサールカは「不自然な死に方をした人」「洗礼を受けなかった者」「夭折した若い女」の霊魂に宿ると考えられていた。ルサールカは水の精霊であるが、海ではなく、川、湖沼、池といった、農民の近くに住んでいる。19世紀ロシアの民俗学者イヴァン・カリンスキーは、「民衆の幻想によると、ルサールカは、水中に住む裸の生き物なのだ」と述べている。ソヴィエト連邦時代の民俗学者ウラジーミル・プロップは、川・湖・池といった水が人格化されたものだとしている。
地方によって、恐らく気候や自然条件のため、ルサールカの姿や性質は異なった。ふつう、長い緑色の髪をした美しい娘である。一方、北ロシアのルサールカは、青白い顔をした醜い妖怪のような姿で、緑色の髪と緑色のぎらつく目を持ち、巨大な乳房を垂らしているとされる。また南ロシアではルサールカは妖艶で愛嬌もあるが、北ロシアでは嫉妬深く気まぐれ、かつ邪悪な性質と考えられていた。
同じく水の精霊であるヴォジャノーイの妻だとする説がある。

### ルサールカの『生態』

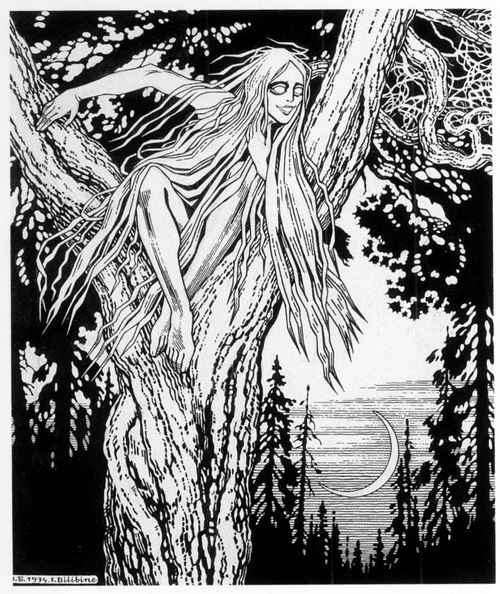
イヴァン・ビリビンの描いた樹上のルサールカ、1934年

ルサールカは季節によって住みかを変え、冬は川に、夏は森の中や樹下に開けた空き地に住んだと信じられた。死者の魂であるために、冬は冷たい水の底の暗がりに留まっており、季節が夏に向かうにつれて水温が高くなっていくと、死者たちが住むとされる木の上に移るのである。昼間はボサボサの髪で森の中をうろつきまわり、畑を飛び跳ねる。美貌と優しい声や、歌や踊りで人間の若い男を魅了した。この邪悪なニンフに魅了された人間は、水の中に引きずり込まれたり、水中に突き落とされた。
И.М.スニェギレフは、ルサールカは水中に住み、聖霊降臨祭かセミーク（民間祭、復活祭後の第七木曜日）から、ペトル（ペトロ）の日（ユリウス暦6月29日）まで地上をさまよい、森の古い樫を隠れ家にし、小枝の上でがたがた震えているという説を紹介している。С.マクシーモフはこのように記した。夜、月がことのほか明るい晩に、ルサールカは木の枝を鳴らし、互いにオーオーと声を掛け合って、楽しく舞う。

## 「ルサールカ」の分布と歴史

### 呼称について
ルサールカの名前は、古代スラヴ人のルサーリイという祭りに由来する。また、1943年（昭和18年）出版の『原初年代記』を翻訳した除村吉太郎（）の注釈によれば、キエフ・ルーシ時代の『ルサーリヤ』という言葉はラテン語 Rusalia（薔薇によって祖先を祭る日）からきており、古代ロシアの先祖祭りで、演し物やスコモローフ（放浪芸人）の芸を伴ったという。
ルサールカには、他にもチェルトヴカ（冗談女）、シュトヴカ（冗談悪魔）、レスコトゥーハ、ロスコトゥーハ（くすぐるもの）、キトカ／キトハ（誘拐者）といった呼称がある。

## 儀礼

### ルサールカと故人の追悼
移動祝日で、だいたい6月はじめごろの聖霊降臨祭（五旬祭）は、ロシアではトロイツァ・セミーク（民間祭、復活祭後の第七木曜日、トロイツァの3日前）の週、またはルサールカの週（ルサーリナヤ・ニエージェリヤ、露：Русальная неделя）、あるいは緑のスヴャートキと呼ばれる。この時期に、ルサールカは水から上ると考えられた。ロシアでは聖霊降臨祭に故人のための儀礼が行われた。南スラヴでもルサールカの週はザドゥシニツァと呼ばれ、死者の供養に使われた。ロシアのルサールカが不自然な死に方をした死者の魂が変じたものと信じられたのは、『ルサールカの週』という呼び名と関連する可能性もある。

### 旱魃よけの儀礼
農民の信仰では、「ルサールカの週」に水から上がったルサールカたちは、森や林からライ麦や豆の畑にいき、畑を素早く走り回るとされる。彼女たちが飛び跳ね、はしゃぎまわった場所では草木の成長が早く、穀物が豊かに実るという。茂ったライ麦畑や豆畑に対し、親は子供たちにルサールカがいるから近づかないよう戒めた。
ルサールカの儀礼では、送別儀礼がもっとも重要である。まずルサールカに見立てた娘や藁人形を、森から畑に連れ出す。ルサールカは水中に住んでいるため、森から畑に連れてくることで、畑に湿気を呼び、旱魃を避け、豊穣を祈る意味があったと考えられる。

### 各地の「ルサールカ送り」

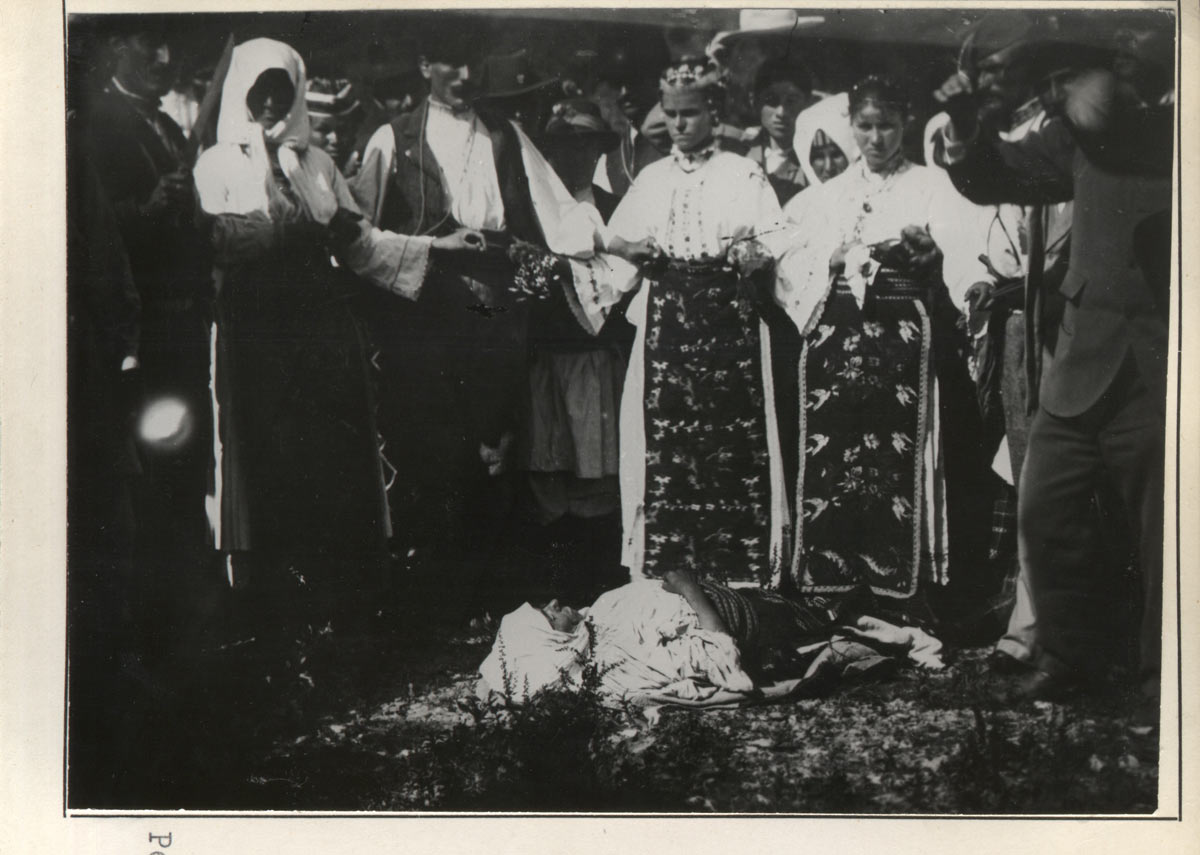
セルビアのルサールカの儀礼、1901年

ソビエト連邦時代の民俗学者ウラジーミル・プロップは、ロシア各地の「ルサールカ送り」を紹介している。
モギリョフ県では、ペトル（ペトロ）の日（ユリウス暦6月29日）の第一日目の夕方、少女たちが集まり、花輪を編む。自分たちの中から一人、ルサールカ役の娘を選ぶ。選ばれるのは大柄でスタイルの良い、しっかりした少女である。他の娘たちはルサールカ役の娘を花やリボンで飾りたてる。日が暮れたあと、白いサラファンと首飾り姿の娘たちは、ルサールカ役の娘を先頭に、歌い、手を取り合って畑に向かう。畑につくと、若者たちも加わる。娘たちは若者に花輪をぶつけ、逃げ惑う。ルサールカ役の娘は他の娘を追いかけ、つかまえるとくすぐる。
ザライ郡のようすはシェインの記録がある。女たちと娘たちが路上に集まっているところに、ルバーハ姿のルサールカ役の娘が現れる。娘は火掻き棒と薪（たきぎ）を手にして、先頭に立ち、ライ麦畑に向かう。彼女に付き従う女と娘は暖炉の焚き口の蓋を叩く。子供も行列の先に走っていき、ルサールカにふざけかかり、口々に自分をくすぐるように叫ぶ。ライ麦畑でも同じ騒ぎが続き、ルサールカ役の娘がライ麦畑に身を隠すと皆が叫ぶ。「ルサールカを送ったぞ！　どこへ行くのも怖くないぞ！」。
ルサールカを送る儀礼が葬礼の形態をとることもある。
リャザン県では、聖霊降臨祭に続く日曜日に、ルサールカと呼ばれる人形とともに、輪舞が行われる。その後、「ルサールカにお別れだ」と言って、人形を壊し、畑に蒔く。ヴォロネジでは、「ルサールカを葬ろう」の言葉とともに、儀礼を行う。白衣のルサールカ人形が台に乗せられ、娘ひとりが僧の仮装をする。葬列の似姿である。行列はライ麦畑に向かい、そこで人形をばらばらにする。

## コストロマ

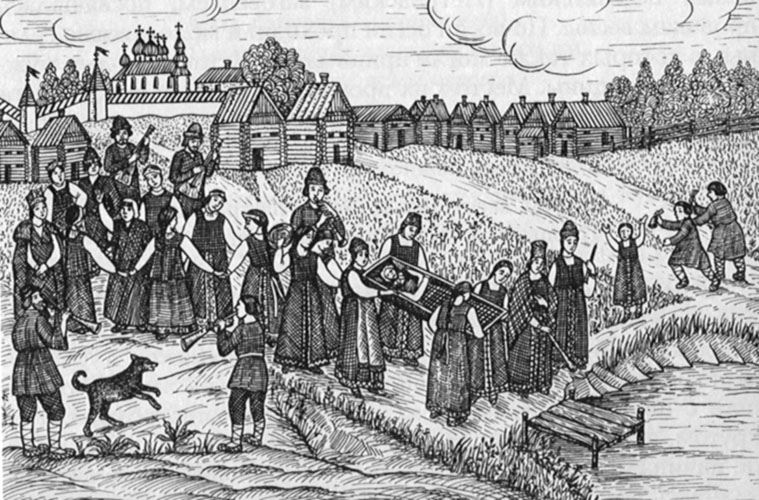
コストロマの葬儀の儀礼、19世紀の民衆版画（ルボーク）

同じような儀式を、ルサールカ以外の精霊に対して行うこともある。サラトフ県セルドフ郡では、カストロマ（コストロマ）と呼ばれる人形送別の儀礼を行う。ライ麦の穂に腕をつけて人形にする。ライ麦人形を女装させ、台に乗せる。この儀礼は老人たちが行う。行列を作って、「かわいいおまえはカストロマ」と歌いながら、人形をライ麦畑に運び、畦（あぜ）に人形を置いてくる。
イギリスの人類学者ジェームズ・フレイザー（1854-1941）は、著書『金枝篇（きんしへん）』のなかで、カストロマ（コストロマ）やウクライナのコストロボンコの葬列の例を挙げる。ウクライナでは、復活祭の頃に、コストルボンコと呼ばれる春の神を埋葬する儀礼を行う。選ばれた娘が死んだように大地に横たわり、彼女の周りをゆっくり回りつつ歌う。「死んだ！　我らのコストルボンコが死んだ！」
娘が不意に跳ね起きると、喜びの歌に変わる。「生き返った、我らのコストルボンコが生き返った！」
また、ニジニ・ノヴゴロドのムーロムでは、藁人形に女性の衣服を着せて花で飾り、コストロマとした。人形は飼葉桶に入れられ、川沿いまで運ばれた。人々は二手にわかれ、人形を守る側と攻める側になる。最後に攻める側が勝ち、人形から衣装や装飾品を剥ぎとり、バラバラにして、材料の藁を足で踏みつけ、川に投げ込むのだった。守る側にいた者は、顔を隠し、コストロマの死を嘆くふりをした。

### 穀物霊の殺害
フレーザーは、穀物を育てる『穀物霊』『植物霊』とでもいうべき存在を、未開の民衆が信じていたと考えた。これらは、人間に宿るが、収められた人間の弱さのため、新しい入れ物に移さないとならない。そのため、穀物霊が取り憑いたとされる人間を、儀式として『殺す』ことで、若く新鮮な穀物霊が復活されるとする。北ヨーロッパのケルト人、チュートン人、スラヴ人はかつて神に生贄を捧げていたことが確認されており、フレーザーは、コストロマの祭りは先祖の儀礼を模していると示唆している。
フレーザーの説に関して、プロップはロシアでの生贄の儀式を否定し、以下のような発展段階の説を述べる。もっとも原始的な段階で、植物や大地の「成長力」を具象化したものは、樹木であり、ロシアでは白樺だと考えられた。ルサールカの人形やかかしは、木を飾って作られた。次の段階では、植物の成長力が、樹木に移るという考えが現れる。ロシアの民は、木から分けられた力を、｢人形やかかし」の形で擬人化した。生きた現実の人間ではない。擬人化された人形は、コストロマやヤリーロ、イヴァン・クパーロといった名前を与えられたが、皆が人形を気にするのは祭りの当日だけである。それらが神としてあがめられることはなかったとする。

## 文化への影響
ルサールカの美しいイメージには、オーストリアの作曲家フェルディナント・カウアーによるオペラ『ドナウの妖精』 (独：Das Donauweibchen )(1798年)が影響している。このオペラはロシア語に訳され、カッテリーノ・カヴォスやステパン・ダヴィドフの補筆により『レスタ、ドニエプルのルサールカ』(英： Lesta dneprovskaya、露：Леста, днепровская русалка)として1803年から1807年にかけて上演された。ルサールカ役は西ヨーロッパのニンフやウンディーネに近い扮装をしていた。

### ルサールカを取り上げた芸術作品

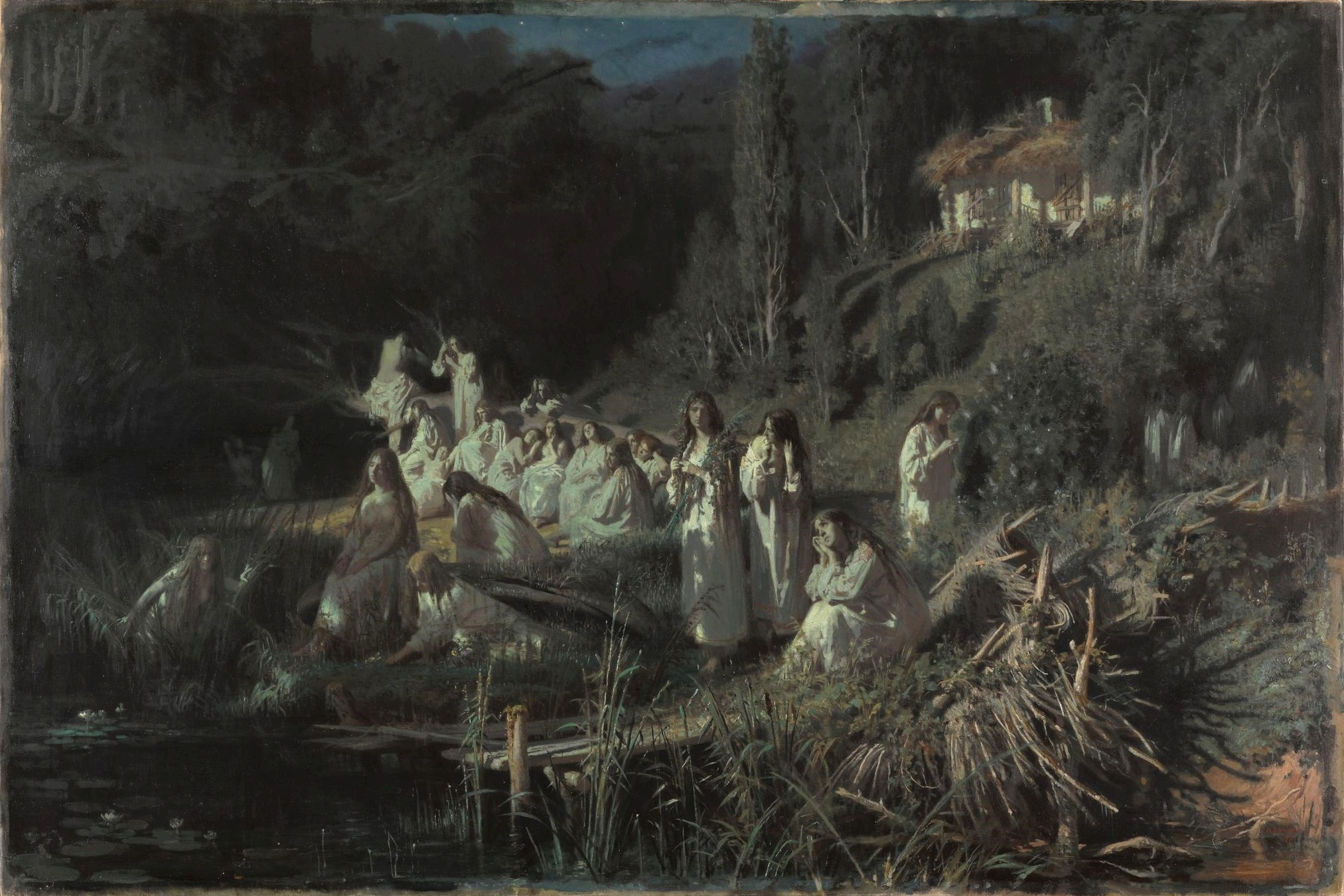
イワン・クラムスコイ『ルサールカたち　露：Русалки』

#### 音楽・舞台
- 歌劇『ルサルカ』アントニン・ドヴォルザーク 1901年初演
- 歌劇『ルサルカ（英語版）』アレクサンドル・ダルゴムイシスキー

#### 文学
- 『ディカーニカ近郷夜話』中の『五月の夜、または水死女』ニコライ・ゴーゴリ　1831年　平井肇訳
- 『ルサールカ』　アレクサンドル・プーシキン 1832年　邦訳『本邦初訳　プーシキン詩集』　草鹿外吉他訳 　群像社　1990年収録
- 『ルスランとリュドミラ』 アレクサンドル・プーシキン 1820年　冒頭にルサールカが登場する。
- 『ルサールカ』　ミハイル・レールモントフ 1832年

#### 絵画
- 『ルサールカたち（Mermaids）』イワン・クラムスコイ 1871年